# Abriès-Ristolas
Abriès-Ristolas es una comuna francesa situada en el departamento de Altos Alpes, de la región de Provenza-Alpes-Costa Azul, creada el 1 de enero de 2019.

## Geografía
Está ubicada a 25 km al sureste de Briançon y fronteriza con Italia. Se encuentra a las puertas de la reserva natural del valle del Guil y forma parte del parque natural regional del valle de Queyras. 

## Historia
Fue creada el 1 de enero de 2019 como una comuna nueva, en aplicación de una resolución del prefecto de Altos Alpes del 19 de octubre de 2018 con la unión de las comunas de Abriès et Ristolas, pasando a estar el ayuntamiento en la antigua comuna de Abriès.